# Căldărușa, Brăila
Căldărușa (în trecut, și Salcia sau Scheaua) este un sat în comuna Traian din județul Brăila, Muntenia, România. Satul a fost înființat în 1872.